# Coaña (Parroquia)
Coaña ist eines von 8 Parroquias in der Gemeinde Coaña der autonomen Gemeinschaft Asturien in Spanien.

## Geographie
Coaña ist ein Parroquia mit 377 Einwohnern (2011) und einer Grundfläche von 15,68 km². Es liegt auf 16 m über NN. Coaña ist der Hauptort der gleichnamigen Gemeinde.

### Gewässer in der Parroquia
Coaña liegt zwischen den Flüssen Rio Meiro und Rio Navia.

### Verkehrsanbindung
Nächster Flugplatz Oviedo 71,7 km

## Wirtschaft
Die Landwirtschaft und der Fischfang prägen seit alters her die Region.

## Klima
Angenehm milde Sommer mit ebenfalls milden, selten strengen Wintern. In den Hochlagen können die Winter durchaus streng werden.

## Feste und Feiern
- Nuestra Señora del Rosario
- Castro de Coaña

## Dörfer und Weiler in der Parroquia
- Carbón, unbewohnt 2011
- Ceregedo (Zreixedo) 39 Einwohner 2011 43° 30′ 40″ N, 6° 45′ 51″ W
- Coaña, 188 Einwohner 2011
- El Villar, 12 Einwohner 2011 43° 29′ 24″ N, 6° 44′ 37″ W
- Las Cruces (As Cruces) unbewohnt 2011
- Las Mestas (As Mestas) 18 Einwohner 2011
- Llosoiro (Llusoiro) 12 Einwohner 2011
- Nadóu 11 Einwohner 2011 43° 29′ 12″ N, 6° 47′ 22″ W
- San Esteban (Sanesteba) 65 Einwohner 2011 43° 31′ 46″ N, 6° 43′ 58″ W
- Sarrióu 9 Einwohner 2011 43° 30′ 56″ N, 6° 44′ 42″ W
- Valentín 23 Einwohner 2011 43° 31′ 14″ N, 6° 44′ 53″ W